# Selección de rugby de Inglaterra
La selección de rugby de Inglaterra representa a la nación británica en las competiciones internacionales y es apodada la Rosa. Existe desde 1871 y es organizada por la Rugby Football Union (RFU).
Compite anualmente en el Torneo de las Seis Naciones (que ha ganado 29 veces en solitario y diez veces compartido), consiguiendo el Grand Slam 13 veces y esto la convierte en la selección más exitosa de la historia del torneo. Participa en la Copa del Mundo cada cuatro años, donde logró consagrarse campeona en Australia 2003 (siendo la única del hemisferio norte) y alcanzó el subcampeonato en las ediciones de Inglaterra 1991, Francia 2007 y Japón 2019.
Muchos de sus jugadores han influido en la jugabilidad del rugby, es una de las uniones que contribuyen a los Leones Británicos e Irlandeses con jugadores seleccionables y tiene una gran rivalidad contra Escocia, compitiendo anualmente por la Copa Calcuta en el Seis Naciones. Es considerada una superpotencia, junto a los All Blacks, Springboks y Wallabies.
Alan Rotherham fue su jugador sobresaliente del siglo XIX, Martin Johnson su capitán más emblemático, Jonny Wilkinson es considerado el mejor de todos los tiempos, Wavell Wakefield su forward más importante y Clive Woodward su técnico más brillante. Son estimados de los mejores rugbistas de la historia.

## Historia

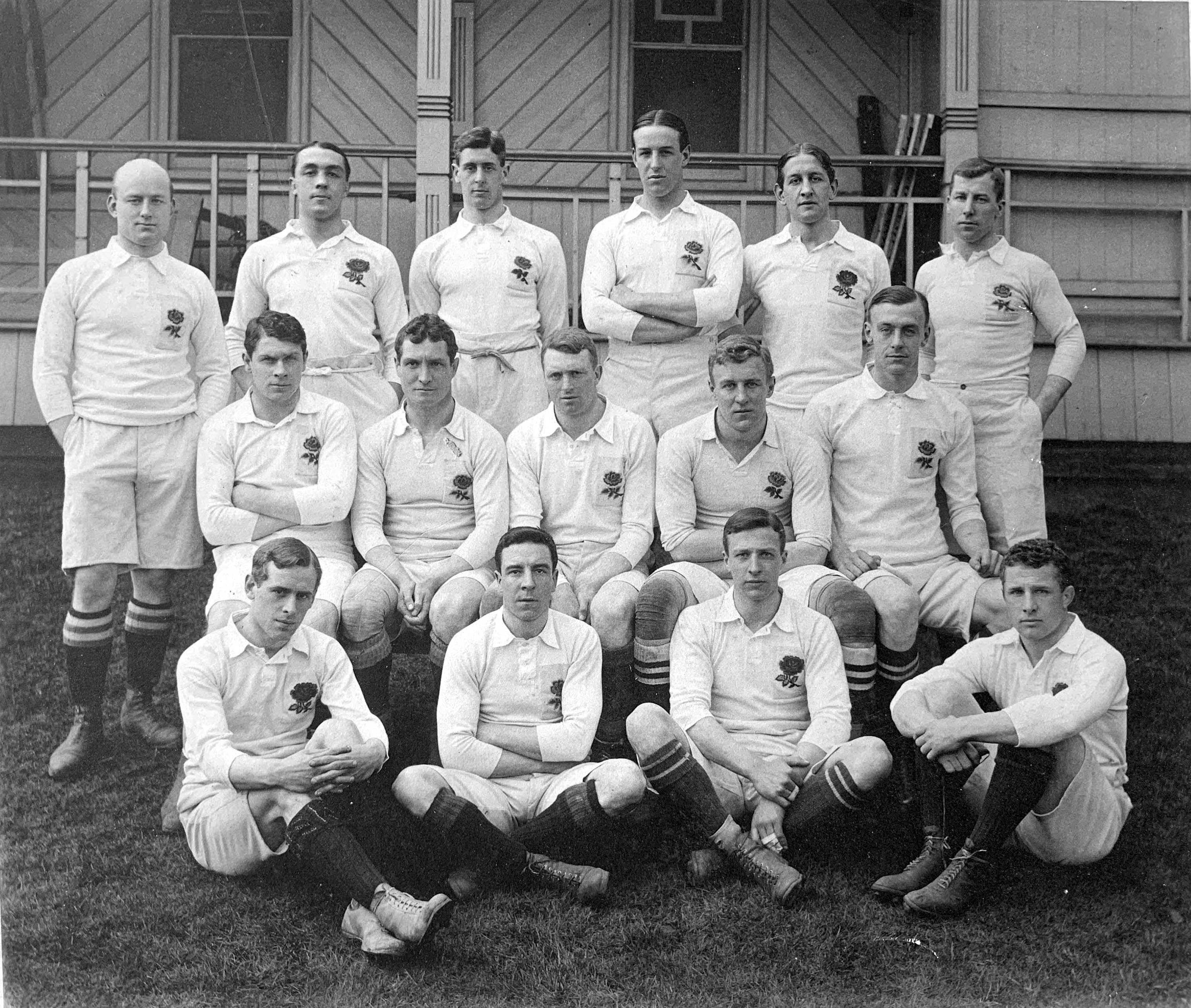
En el Torneo de las Cuatro Naciones 1905.

En 1871 la Rosa jugó el primer partido internacional de rugby ante el Cardo y lo perdió, esa década resaltó Alfred Hamersley. En los años 1880 empezó a disputar el «Home Nations» (actual Torneo de las Seis Naciones) contra Escocia, los Dragones rojos e Irlanda y dominó la década, comandada por Harry Vassall y luego Alan Rotherham. En 1888 surgieron los Leones y el inglés Robert Seddon fue su primer capitán.

### SigloXX
En los años 1900 no ganó el Home Nations y obtuvo la cuchara de madera en cuatro ediciones, un récord negativo que superó Italia recién 100 años después. Enfrentó por vez primera a: los All Blacks (1905), Les Bleus (1906), los Springboks (1906) y los Wallabies (1909). La representó Jimmy Peters, el primer negro y único hasta 1988.
Volvió a recuperar su nivel en los años 1910, ganando cuatro «Cinco Naciones» (Francia se incorporó en 1910) con dos Grand Slams (el primero lo obtuvo en 1913) y tristemente perdió a varios de sus jugadores en la Primera Guerra Mundial, los más trascendentes fueron Edgar Mobbs y Ronald Poulton. En los años 1920 obtuvo cuatro Grand Slams, siendo el récord hasta hoy y tres fueron bajo la capitanía de Wavell Wakefield.
En los años 1930 ganó tres «Home Nations» (Francia en 1931 fue excluida por profesionalismo) con dos Grand Slam y destacó el príncipe ruso Alexander Obolensky, quien marcó dos tries en la primera victoria ante los All Blacks (1936) y tristemente murió en la Segunda Guerra Mundial.

### Posguerra
Si al Torneo de las Cinco Naciones 1947 se aplicarían las reglas actuales, prevalece el triunfador del enfrentamiento mutuo, Inglaterra lo ganó (se compartió con Gales).
A inicios de los años 1950 destacaron John Kendall-Carpenter y Don White, y en la década Inglaterra ganó cuatro «Cinco Naciones» (Grand Slam en 1957).
Inició sus giras en los años 1960 (visitó Australia y Nueva Zelanda) y solo ganó el Torneo de las Cinco Naciones 1963. En 1969 Don White fue nombrado primer entrenador en jefe e Inglaterra triunfó por vez primera contra los Springboks.
En los años 1970 no ganó el «Cinco Naciones», no sucedía desde los años 1900, pero sí tuvo victorias sobre Sudáfrica en 1972 (segunda vez), Nueva Zelanda en 1973 (tras cuatro décadas), Australia en 1973 y 1976, y Argentina en 1978 (también fue el primer enfrentamiento). Jugaron Dusty Hare y Bill Beaumont.
Ganó el Torneo de las Cinco Naciones 1980 con Grand Slam y fue el único de los años 1980. Venció a los All Blacks en 1983 (tercera victoria) y en 1984 generó una triste polémica al visitar Sudáfrica (estaba prohibida por el apartheid). En 1987 asumió Geoff Cooke como técnico y alcanzaría un 72% de efectividad, siendo el mejor hasta ese momento. Debutaron Chris Oti y Jeremy Guscott, los primeros afrobritánicos desde 1908.
A mediados de los años 1990 asumió Jack Rowell como técnico (alcanzaría un 72% de efectividad, segundo mejor récord), en 1995 inició el profesionalismo y el primer entrenador pago fue Clive Woodward (1997). Inglaterra fue subcampeona en la Copa Mundial 1991, ganó cuatro «Cinco Naciones» (con tres Grand Slams), venció a Nueva Zelanda en 1993 (cuarta victoria) y a Sudáfrica tres veces (1992, 1994 y 1998).

### Siglo actual
En los años 2000 inició el actual «Seis Naciones» (Italia se incorporó en 2000) y ganaron tres ediciones. En Australia 2003 se consagró campeona del mundo.

## Uniforme

La rosa es su símbolo.

Desde el siglo XIX Inglaterra viste completa de blanco y tradicionalmente usa calcetines azul marino, aunque no siempre. Su emblema es una rosa roja bordada en el corazón y se usa desde su prueba debut en 1871, fue elegida por la RFU y rediseñada por Alfred Wright en 1920.
Los colores de visitante siempre fue el rojo, pero usó gris e incluso azul marino. Los más extremos fueron el púrpura en junio de 2009 e increíblemente el negro, debido a su participación en Nueva Zelanda 2011.
En los años 1960 el uniforme empezó a ser provisto económicamente por Lillywhites, en los años 1970 continuó Umbro hasta 1983, luego Bukta hasta 1990 y Cotton Traders finalizó en 1997. Ya iniciado el profesionalismo la estadounidense Nike la vistió hasta 2012, siguió la neozelandesa Canterbury y desde 2020 es Umbro nuevamente.
Su patrocinador principal es la empresa de telecomunicaciones O2, que pertenece a Telefónica.

## Entrenadores

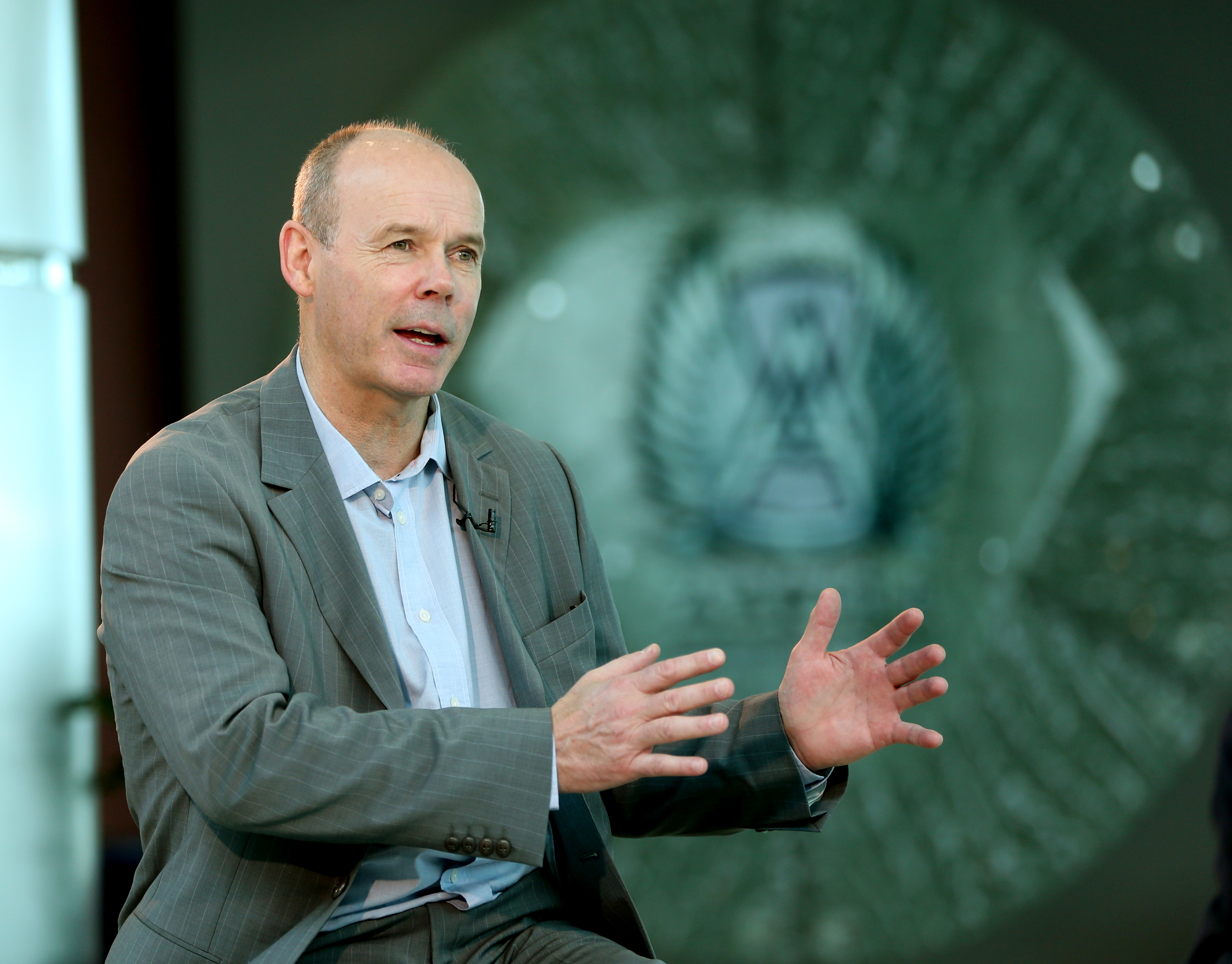
Clive Woodward entrenó al equipo que se consagró campeón del Mundo.

El australiano Jones es hasta ahora el único técnico no británico, dirigió anteriormente a los Wallabies. Tuvo como asistente a John Mitchell, antiguo entrenador en jefe de los All Blacks.
Si no se indica la nacionalidad, es inglés:
- 1969–1971: Don White
- 1971–1974: John Elders
- 1974–1975: John Burgess
- 1975–1979: Peter Colston
- 1979–1983: Mike Davis
- 1983–1985: Dick Greenwood
- 1985–1987: Martin Green
- 1987–1994: Geoff Cooke
- 1994–1997: Jack Rowell
- 1997–2004: Clive Woodward
- 2004–2006: Andy Robinson
- 2006–2008: Brian Ashton
- 2008–2011: Martin Johnson
- 2011–2015:  Stuart Lancaster
- 2015–2022:  Eddie Jones
- 2022–: Steve Borthwick

## En la Copa del Mundo

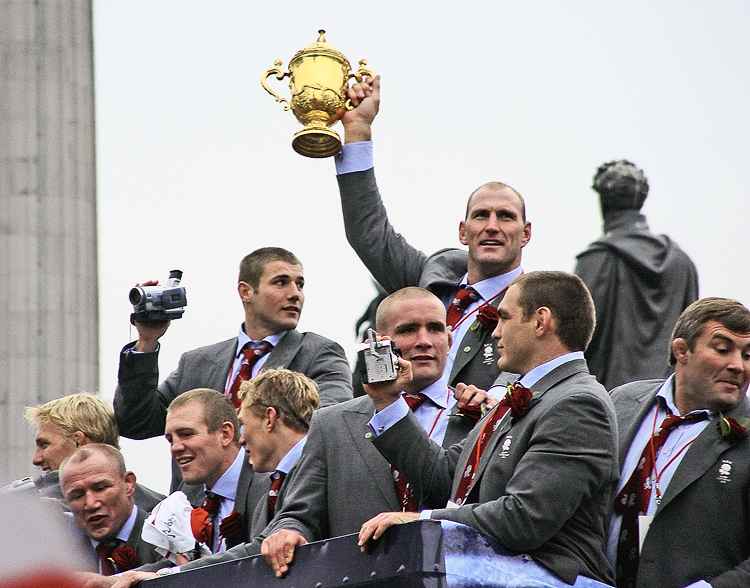
Campeones del Mundo en 2003.

Fue una de las invitadas a participar en la primera Copa del Mundo de Rugby en 1987 y llegó a la final en la segunda copa en 1991, perdiendo 12-6 frente a Australia. Después de su Grand Slam en el Seis Naciones de 2003, Inglaterra ganó la Copa Mundial ese año –derrotando a Australia 20-17 en el tiempo de prórroga–. También disputaron la final en 2007, perdiendo 15-6 con Sudáfrica.
| Año                | Fase             | Posición | PJ | PG | PE | PP | PF   | PC  |
| Nueva Zelanda 1987 | Cuartos de final | 5.º      | 4  | 2  | 0  | 2  | 103  | 48  |
| Inglaterra 1991    | Subcampeón       | 2.º      | 6  | 4  | 0  | 2  | 119  | 61  |
| Sudáfrica 1995     | Cuarto lugar     | 4.º      | 6  | 4  | 0  | 2  | 158  | 146 |
| Gales 1999*        | Cuartos de final | 5.º      | 5  | 3  | 0  | 0  | 250  | 115 |
| Australia 2003     | Campeón          | 1.º      | 7  | 7  | 0  | 0  | 327  | 88  |
| Francia 2007       | Subcampeón       | 2.º      | 7  | 5  | 0  | 2  | 140  | 122 |
| Nueva Zelanda 2011 | Cuartos de final | 6.º      | 5  | 4  | 0  | 1  | 149  | 53  |
| Inglaterra 2015    | Primera fase     | 10.º     | 4  | 2  | 0  | 2  | 133  | 75  |
| Japón 2019         | Subcampeón       | 2.º      | 6  | 5  | 0  | 1  |      |     |
| Francia 2023       | Tercer puesto    | 3.º      |    |    |    |    |      |     |
| Australia 2027     | Clasificado      |          |    |    |    |    |      |     |
| Total              |                  | 5.º      | 46 | 33 | 0  | 13 | 1459 | 718 |
| ------------------ | ---------------- | -------- | -- | -- | -- | -- | ---- | --- |

- En 1999 Inglaterra jugó cuatro de sus cinco partidos en territorio local, en el Estadio de Twickenham de Londres.

## Estadio

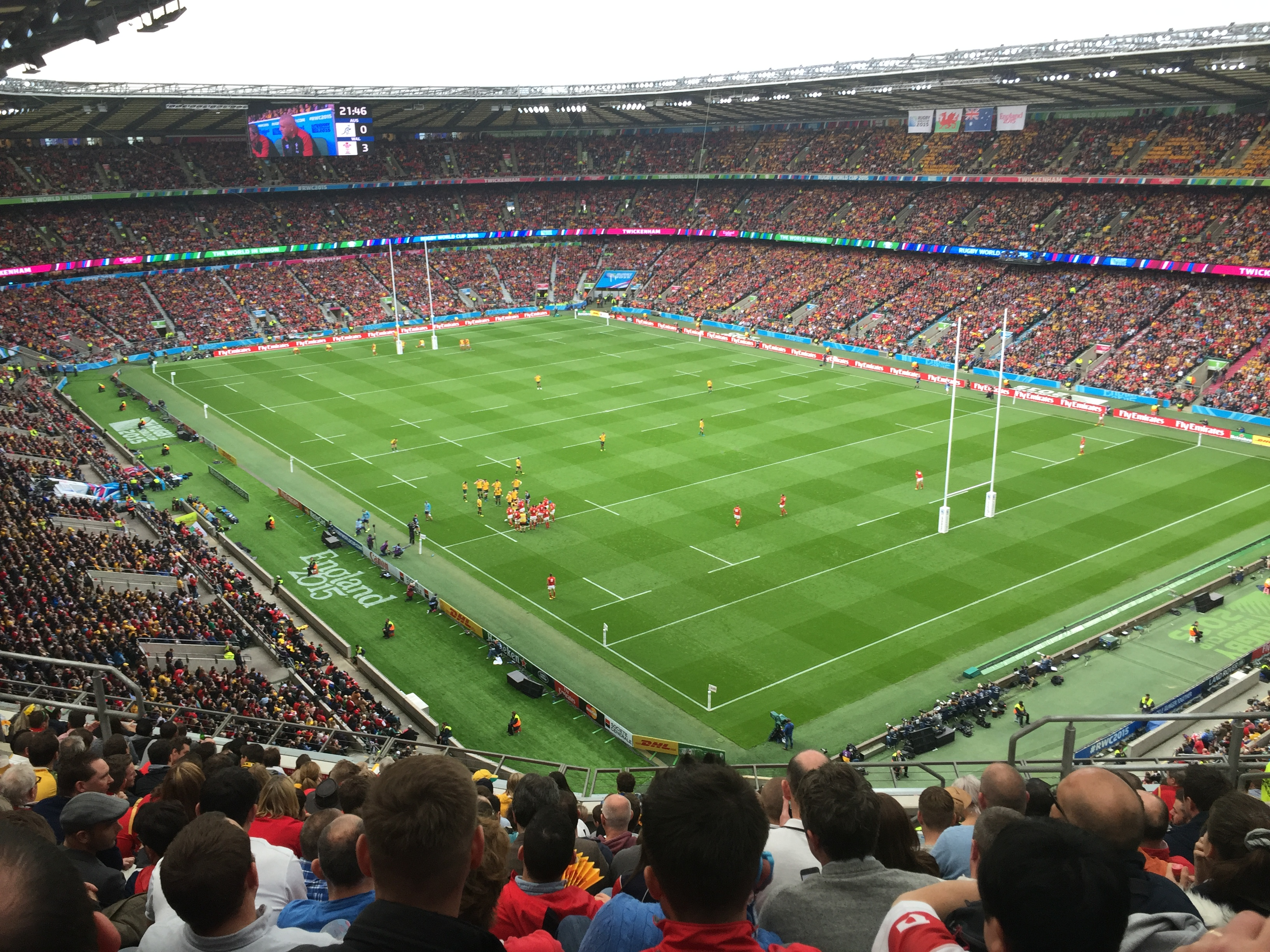
El Estadio de Twickenham, sede de la Rosa.

Hasta 1910 Inglaterra utilizó el Crystal Palace National Sports Centre antes de establecerse en Twickenham, hoy el estadio de rugby más grande del mundo. Después de agotar entradas contra Nueva Zelanda en 1905 y Sudáfrica en 1906, la RFU decidió invertir en su propio estadio; compró el terreno en 1907 y empezó la construcción un año después. La primera prueba se jugó el 15 de enero de 1910 ante Gales.
El estadio se amplió en 1927 y nuevamente en 1932, luego no hubo más mejoras hasta 1981 cuando se construyó una nueva tribuna sur y en los años 1990 se construyeron nuevas tribunas norte, este y oeste. En 2006 se lo remodeló al diseño actual 2005 y la Rosa reinauguró Twickenham el 5 de noviembre contra los All Blacks.
La canción estadounidense Swing Low, Sweet Chariot es cantada por los espectadores en todas las pruebas, desde 1988. Un grupo de niños, siguiendo una tradición en sus juegos escolares, la cantaron por vez primera cuando Chris Oti marcó tres tries ante Irlanda.

## Estadísticas

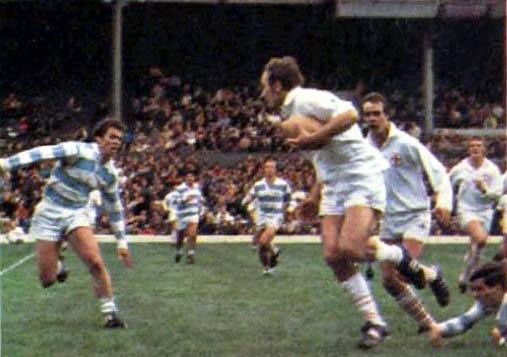
Enfrentando a los Pumas en 1978.

Inglaterra tiene saldo negativo ante dos de las tres superpotencias del hemisferio sur (Nueva Zelanda y Sudáfrica). Su peor rendimiento es contra los All Blacks, a quienes venció 8 veces, hubo dos empates y obtuvo 32 derrotas.
El equipo ha presentado una gran paridad ante Gales y tiene un saldo positivo ante Argentina, Francia, Escocia y Gales, a la vez que venció todos sus partidos ante Italia.

### Historial
Abajo se muestra una tabla resumen de todos sus partidos oficiales.
Actualizado el 24 de noviembre de 2024
| Oponente            | Jugados | Ganados | Perdidos | Empatados | % de victorias |
| ------------------- | ------- | ------- | -------- | --------- | -------------- |
| Argentina           | 27      | 21      | 5        | 1         | 77.7%          |
| Australia           | 56      | 28      | 27       | 1         | 50.0%          |
| Canadá              | 7       | 7       | 0        | 0         | 100.0%         |
| Chile               | 1       | 1       | 0        | 0         | 100.0%         |
| Escocia             | 142     | 76      | 47       | 19        | 53.5%          |
| Estados Unidos      | 7       | 7       | 0        | 0         | 100.0%         |
| Fiyi                | 9       | 8       | 1        | 0         | 88.8%          |
| Francia             | 111     | 60      | 44       | 7         | 54.0%          |
| Gales               | 142     | 69      | 61       | 12        | 48.5%          |
| Georgia             | 3       | 3       | 0        | 0         | 100.0%         |
| Irlanda             | 142     | 81      | 53       | 8         | 57.0%          |
| Italia              | 31      | 31      | 0        | 0         | 100.0%         |
| Japón               | 6       | 6       | 0        | 0         | 100.0%         |
| New Zealand Natives | 1       | 1       | 0        | 0         | 100.0%         |
| Nueva Zelanda       | 46      | 8       | 36       | 2         | 17.3%          |
| Pacific Islanders   | 1       | 1       | 0        | 0         | 100.0%         |
| Países Bajos        | 1       | 1       | 0        | 0         | 100.0%         |
| RFU XV              | 1       | 0       | 1        | 0         | 0.0%           |
| Rumania             | 5       | 5       | 0        | 0         | 100.0%         |
| Samoa               | 9       | 9       | 0        | 0         | 100.0%         |
| Sudáfrica           | 47      | 16      | 29       | 2         | 34.0%          |
| Tonga               | 4       | 4       | 0        | 0         | 100.0%         |
| Uruguay             | 2       | 2       | 0        | 0         | 100.0%         |
| Total               | 800     | 444     | 304      | 52        | 55.55%         |

### Ranking
Cuando se introdujo el World Rugby Ranking en octubre de 2003, Inglaterra quedó clasificada la primera. Brevemente cayeron a segundo puesto en septiembre ese año antes de recuperar el primer puesto. Luego cayeron al segundo puesto, y después al tercero en junio de 2004. Después del Torneo de las Seis Naciones 2005 cayeron al sexto puesto, donde permanecieron hasta que pasaron al quinto en diciembre de ese año. En 2006, su ranking de nuevo cayó y terminaron el año séptimos. En 2007 volvieron al tercer puesto después de su buena participación en la Copa Mundial de ese año. En 2008 su resultado bajó de manera que durante el Seis Naciones de 2009 llegaron a su peor puesto, el octavo. De nuevo fueron octavos en los internacionales de otoño de ese año.
Después de un resurgimiento que los vio subir hasta el cuarto puesto del mundo, el equipo de nuevo cayó, tras su decepcionante actuación en la Copa Mundial de 2011, y fue clasificada sexta el 27 de febrero de 2012. Tras un exitoso 2013, incluyendo una victoria 20-13 contra Australia y una derrota 30-22 contra los All Blacks, Inglaterra quedó clasificada cuarta del mundo para el 27 de enero de 2014.

### Seis Naciones
|                                           | Inglaterra | Francia | Irlanda | Italia | Escocia | Gales   |
| ----------------------------------------- | ---------- | ------- | ------- | ------ | ------- | ------- |
| Torneos                                   | 128        | 95      | 130     | 25     | 130     | 130     |
| Torneo Británico                          | 5 (4)      | -       | 4 (3)   | -      | 9 (2)   | 7 (3)   |
| Cinco Naciones                            | 17 (6)     | 12 (8)  | 6 (5)   | -      | 5 (6)   | 15 (8)  |
| Seis Naciones                             | 7          | 6       | 6       | -      | -       | 6       |
| Triunfos absolutos (Triunfos compartidos) | 29 (10)    | 18 (8)  | 16 (8)  | 0 (0)  | 14 (8)  | 28 (11) |
| Grand Slams                               | 13         | 10      | 4       | 0      | 3       | 12      |
| Triple Corona                             | 26         | N/A     | 13      | N/A    | 10      | 22      |

## Plantel

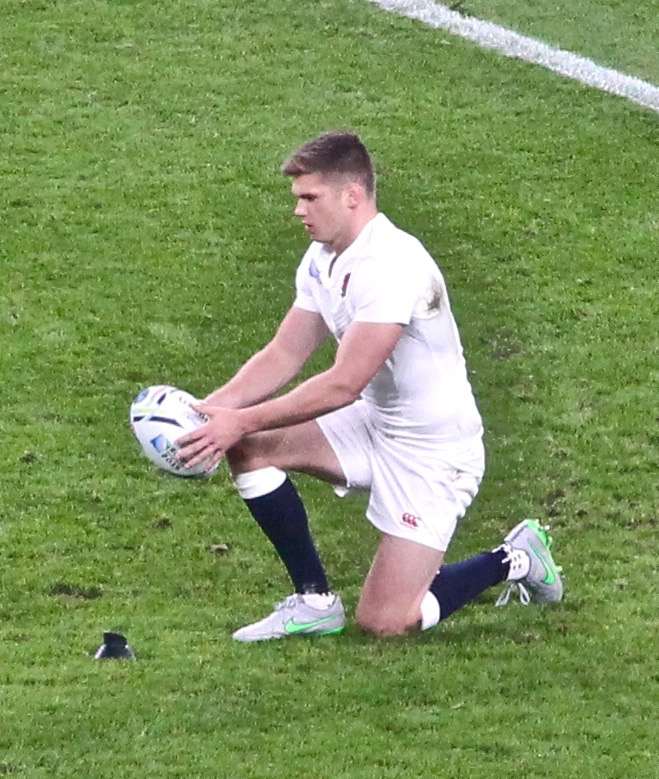
Owen Farrell es el capitán.

A continuación el plantel en Francia 2023. Borthwick tuvo como asistentes a: Tom Harrison (entrenador de scrum), Kevin Sinfield (entrenador de defensa), Richard Wigglesworth (entrenador de ataque) y Jonny Wilkinson (entrenador de patadas).
Las pruebas corresponden hasta antes del inicio del mundial y las edades a la fecha de la Final. En negrita los rugbistas titulares.
|                             | Jugador         | Edad    | Posición      | Pruebas | Equipo                |
| --------------------------- | --------------- | ------- | ------------- | ------- | --------------------- |
| Hookers y Pilares           |                 |         |               |         |                       |
| 3                           | Dan Cole        | 36 años | Pilar         | 100     | Leicester Tigers      |
|                             | Theo Dan        | 22 años | Hooker        | 1       | Saracens              |
|                             | Ellis Genge     | 28 años | Pilar         | 48      | Bristol Bears         |
| 2                           | Jamie George    | 33 años | Hooker        | 77      | Saracens              |
| 1                           | Joe Marler      | 33 años | Pilar         | 79      | Harlequins FC         |
|                             | Bevan Rodd      | 23 años | Pilar         | 3       | Sale Sharks           |
| 3                           | Kyle Sinckler   | 30 años | Pilar         | 62      | Bristol Bears         |
|                             | Will Stuart     | 27 años | Pilar         | 26      | Bath Rugby            |
|                             | Jack Walker     | 27 años | Hooker        | 2       | Harlequins FC         |
| Segundas líneas             |                 |         |               |         |                       |
|                             | Ollie Chessum   | 23 años | Segunda línea | 9       | Leicester Tigers      |
| 4                           | Maro Itoje      | 29 años | Segunda línea | 67      | Saracens              |
| 5                           | Courtney Lawes  | 34 años | Segunda línea | 97      | Northampton Saints    |
|                             | David Ribbans   | 28 años | Segunda línea | 7       | Rugby Club Toulonnais |
| Alas y Octavos              |                 |         |               |         |                       |
|                             | Tom Curry       | 25 años | Ala           | 45      | Sale Sharks           |
|                             | Ben Earl        | 25 años | Ala           | 15      | Saracens              |
| 6                           | Lewis Ludlam    | 27 años | Ala           | 20      | Northampton Saints    |
|                             | George Martin   | 22 años | Octavo        | 2       | Leicester Tigers      |
| 8                           | Billy Vunipola  | 30 años | Octavo        | 68      | Saracens              |
| 7                           | Jack Willis     | 26 años | Ala           | 10      | Stade Toulousain      |
| Medios scrums               |                 |         |               |         |                       |
|                             | Danny Care      | 36 años | Medio scrum   | 87      | Harlequins FC         |
| 9                           | Alex Mitchell   | 26 años | Medio scrum   | 13      | Northampton Saints    |
|                             | Ben Youngs      | 34 años | Medio scrum   | 122     | Leicester Tigers      |
| Aperturas y Centros         |                 |         |               |         |                       |
| 12                          | Owen Farrell    | 32 años | Centro        | 106     | Saracens              |
| 10                          | George Ford     | 30 años | Apertura      | 81      | Sale Sharks           |
|                             | Ollie Lawrence  | 24 años | Centro        | 11      | Bath Rugby            |
|                             | Joe Marchant    | 27 años | Centro        | 16      | Stade Français Paris  |
|                             | Marcus Smith    | 24 años | Apertura      | 21      | Harlequins FC         |
| 13                          | Manu Tuilagi    | 32 años | Centro        | 51      | Sale Sharks           |
| Fullbacks y Wings           |                 |         |               |         |                       |
|                             | Henry Arundell  | 20 años | Fullback      | 7       | Racing 92             |
| 11                          | Elliot Daly     | 31 años | Wing          | 57      | Saracens              |
|                             | Max Malins      | 26 años | Wing          | 19      | Bristol Bears         |
| 15                          | Freddie Steward | 22 años | Fullback      | 23      | Leicester Tigers      |
| 14                          | Anthony Watson  | 29 años | Wing          | 55      | Leicester Tigers      |
| Entrenador: Steve Borthwick |                 |         |               |         |                       |

## Jugadores notables

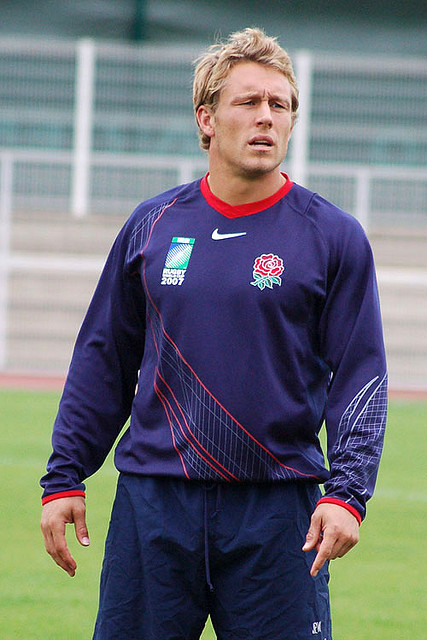
Wilkinson es considerado el mejor jugador de la historia.

Diecisiete jugadores: Rob Andrew, Bill Beaumont, Will Carling, Lawrence Dallaglio, Jeremy Guscott, Alfred Hamersley, Martin Johnson, John Kendall-Carpenter, Jason Leonard, Edgar Mobbs, Ronald Poulton, Alan Rotherham, Robert Seddon, Harry Vassall, Wavell Wakefield, Jonny Wilkinson y Clive Woodward, son miembros del World Rugby Salón de la Fama.

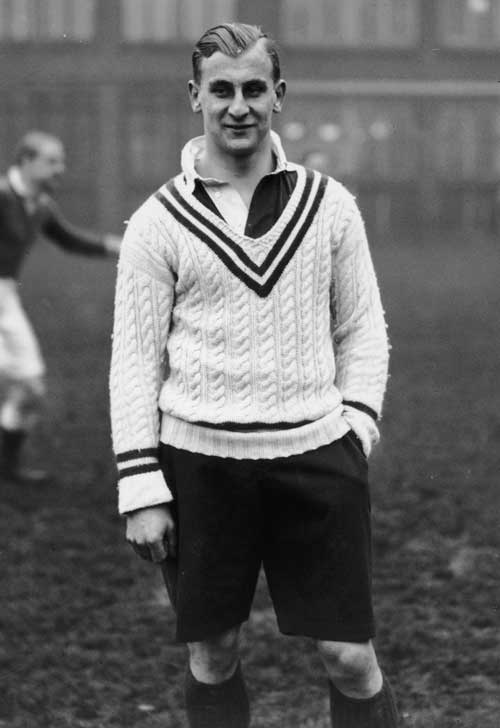
El príncipe Alexander Obolensky le marcó un doblete a los All Blacks.

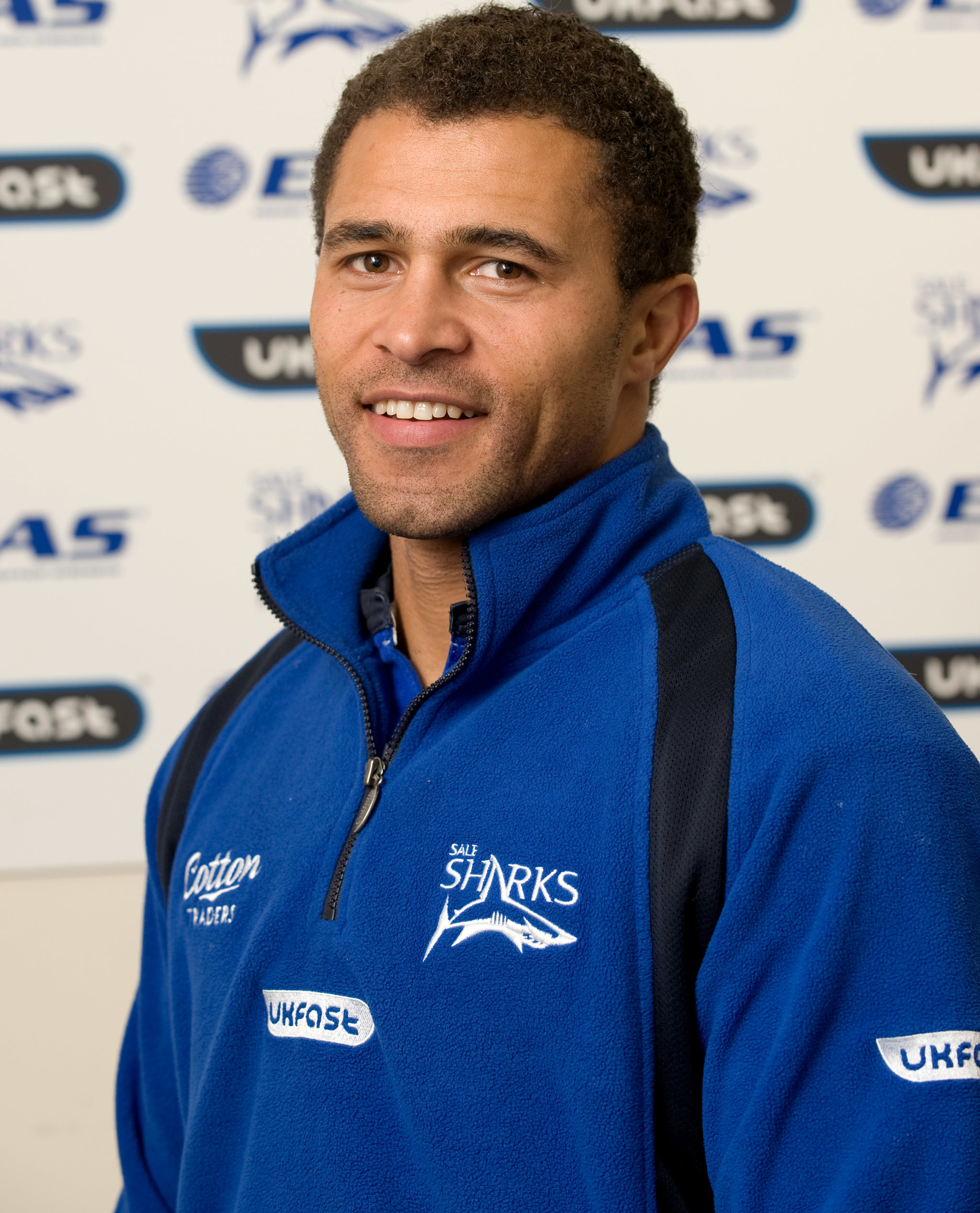
Robinson marcó el único try inglés de la Final del Mundial 2003.

Para los siguientes registros solo se consideran los partidos de prueba. En negrita los rugbistas que siguen jugando y en cursiva están activos solo en sus clubes.

### Más pruebas jugadas
Pruebas actualizadas el 14 de junio de 2025
|    | Jugador        | Pruebas | Posición      | Carrera   |
| -- | -------------- | ------- | ------------- | --------- |
| 1  | Ben Youngs     | 127     | Medio scrum   | 2010–2023 |
| 2  | Dan Cole       | 118     | Pilar         | 2010–2024 |
| 3  | Jason Leonard  | 114     | Pilar         | 1990–2004 |
| 4  | Owen Farrell   | 112     | Centro        | 2012–2023 |
| 5  | Courtney Lawes | 105     | Segunda línea | 2009–2023 |
| 6  | Jamie George   | 101     | Hooker        | 2015–     |
| 7  | Danny Care     | 101     | Medio scrum   | 2008–2024 |
| 8  | George Ford    | 99      | Apertura      | 2014–     |
| 9  | Dylan Hartley  | 97      | Hooker        | 2008–2018 |
| 10 | Joe Marler     | 95      | Pilar         | 2012–2024 |

### Máximos anotadores
Puntos actualizados el 14 de junio de 2025
|    | Jugador         | Puntos | Posición | Carrera   |
| -- | --------------- | ------ | -------- | --------- |
| 1  | Owen Farrell    | 1237   | Centro   | 2012–2023 |
| 2  | Jonny Wilkinson | 1179   | Apertura | 1998–2011 |
| 3  | George Ford     | 413    | Apertura | 2014–     |
| 4  | Paul Grayson    | 400    | Apertura | 1995–2004 |
| 5  | Rob Andrew      | 396    | Apertura | 1985–1997 |
| 6  | Marcus Smith    | 303    | Apertura | 2021–     |
| 7  | Toby Flood      | 301    | Apertura | 2006–2013 |
| 8  | Jonathan Webb   | 296    | Fullback | 1987–1993 |
| 9  | Charlie Hodgson | 269    | Apertura | 2001–2012 |
| 10 | Dusty Hare      | 240    | Fullback | 1974–1984 |

### Máximos anotadores de tries
Tries actualizados el 14 de junio de 2025
|    | Jugador        | Tries | Posición | Carrera   |
| -- | -------------- | ----- | -------- | --------- |
| 1  | Rory Underwood | 49    | Wing     | 1984–1996 |
| 2  | Jonny May      | 36    | Wing     | 2013–2023 |
| 3  | Ben Cohen      | 31    | Wing     | 2000–2006 |
| 4  | Will Greenwood | 31    | Centro   | 1997–2004 |
| 5  | Jeremy Guscott | 30    | Centro   | 1989–1999 |
| 6  | Jason Robinson | 28    | Wing     | 2001–2007 |
| 7  | Dan Luger      | 24    | Wing     | 1998–2003 |
| 8  | Anthony Watson | 23    | Wing     | 2014–2023 |
| 9  | Josh Lewsey    | 22    | Fullback | 1998–2007 |
| 10 | Mark Cueto     | 20    | Fullback | 2004–2011 |

## Palmarés

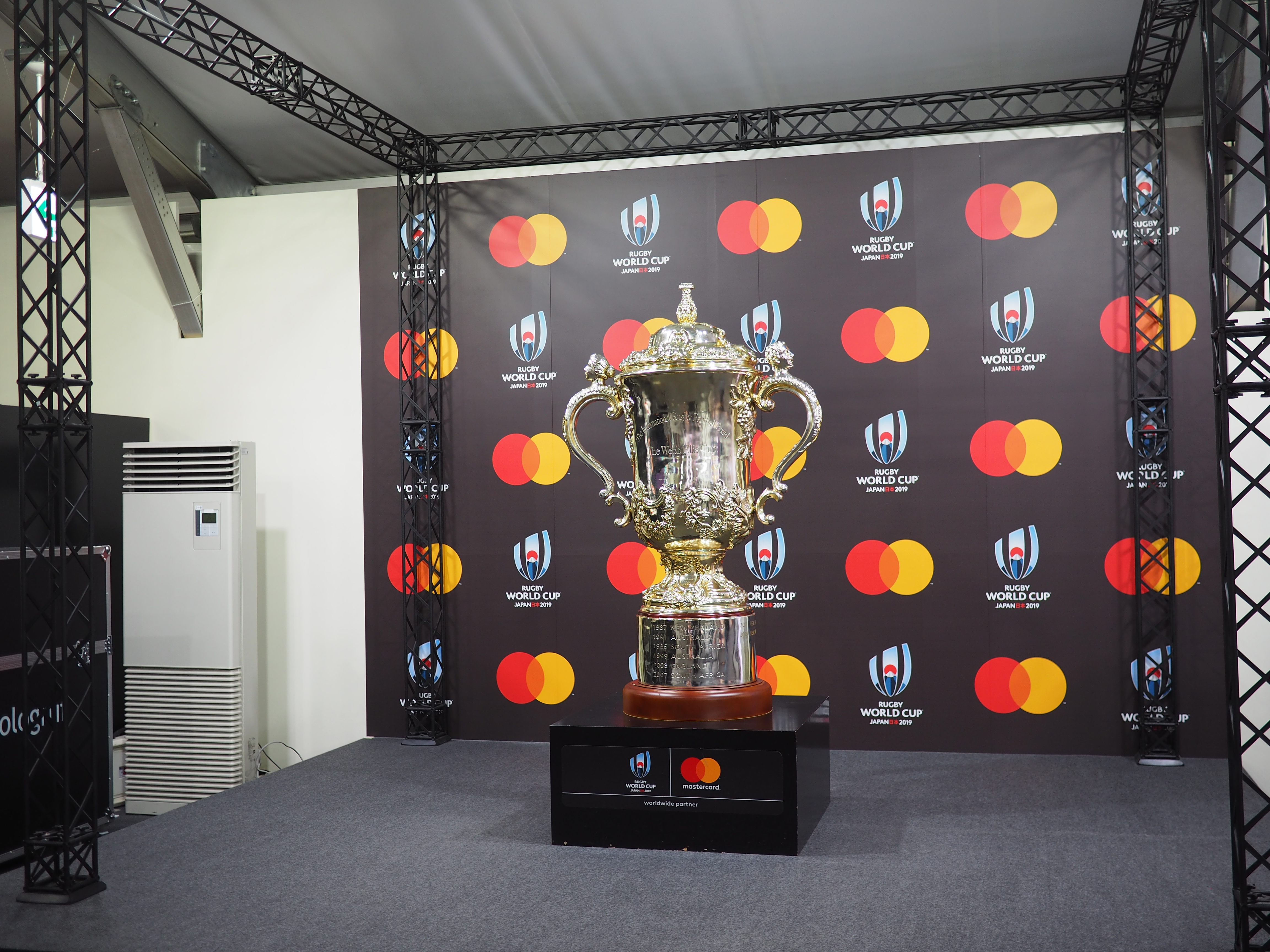
La Copa Webb Ellis en Japón 2019, sólo la obtiene el campeón del mundo.

- Copa del Mundo de Rugby
  -  Campeón (1): 2003
  -  Subcampeón : 1991, 2007 y 2019
  -  Tercer puesto : 2023

- Torneo de las Seis Naciones 29 (10*): 1883, 1884, 1886*, 1890*, 1892, 1910, 1912*, 1913, 1914, 1920*, 1921, 1923, 1924, 1928, 1930, 1932*, 1934, 1937, 1939*, 1947*, 1953, 1954*, 1957, 1958, 1960*, 1963, 1973*, 1980, 1981, 1992, 1995, 1996, 2000, 2001, 2003, 2011, 2016, 2017 y 2020.

- Grand Slam (13): 1913, 1914, 1921, 1923, 1924, 1928, 1957, 1980, 1991, 1992, 1995, 2003, 2016.

- Triple Corona (26): 1883, 1884, 1892, 1913, 1914, 1921, 1923, 1924, 1928, 1934, 1937, 1954, 1957, 1960, 1980, 1991, 1992, 1995, 1996, 1997, 1998, 2002, 2003, 2014, 2016, 2020.

- Copa Calcuta (72): 1880, 1883, 1884, 1890, 1892, 1897, 1902, 1906, 1910, 1911, 1913, 1914, 1920, 1921, 1922, 1923, 1924, 1928, 1932, 1934, 1936, 1937, 1939, 1947, 1949, 1951, 1952, 1953, 1954, 1955, 1956, 1957, 1960, 1961, 1963, 1967, 1968, 1969, 1973, 1975, 1977, 1978, 1980, 1981, 1985, 1987, 1988, 1991, 1992, 1993, 1994, 1995, 1996, 1997, 1998, 1999, 2001, 2002, 2003, 2004, 2005, 2007, 2009, 2011, 2012, 2013, 2014, 2015, 2016, 2017, 2020, 2025.

- Millennium Trophy (19): 1989, 1990, 1991, 1992, 1995, 1996, 1997, 1998, 1999, 2000, 2002, 2003, 2008, 2012, 2013, 2014, 2016, 2019, 2024.

- Ella-Mobbs Trophy (14): 2000, 2001, 2002, 2003, 2005, 2010, 2013, 2014, 2016-I, 2016-II, 2017, 2018, 2021 y 2022.

- Hillary Shield (1): 2012

- Autumn Nations Cup (1): 2020

- Killik Cup (1): 2012